# Christian Beetz
Christian Beetz (Flawil, 24 de juliol de 1968) és un productor de cinema, director i conferenciant alemany, guanyador de diversos premis Grimme i director gerent de Gebrueder Beetz Filmproduktion.

## Biografia
Christian Beetz va estudiar filosofia i teatre a Berlín. Juntament amb el seu germà Reinhardt Beetz el 2000 va fundar Gebrueder Beetz Filmproduktion amb ubicacions a Hamburg, Colònia, Lüneburg i Berlín. Des de llavors, com a productor i director, ha realitzat més de 200 documentals de cinema, sèries documentals, docudrames i crossmedia per al mercat internacional. Moltes de les seves produccions han rebut premis prestigiosos, fins i tot cinc premis Grimme cinc vegades (The Cleaners; Lebt wohl, Genossen!; Zwischen Wahnsinn und Kunst – Die Sammlung Prinzhorn; FC Barcelona), el premi Cinema per la Pau (Blood in the Mobile), el Prix Europa (The Cleaners, FC Barcelona), el Deutscher Kurzfilmpreis (Die Akkordeonspielerin), el premi HotDocs Filmmaker i el premi especial del jurat (Herbstgold; Gardenia – Bevor der letzte Vorhang fällt), tres Premis British Independent Film (Die Helden der Titanic) i un premi especial del jurat de l'IDFA (Madiba – Das Vermächtnis des Nelson Mandela). El 2013 la coproducció Open Heart va ser nominada als Premis Oscar, i el 2014 i els 2016 documentals culturals Wagnerwahn, i Gabriel García Márquez – Schreiben um zu leben foren nominats als Premis Emmy Internacional. El líder internacional de la indústria Realscreen situa Gebrueder Beetz Filmproduktion entre les 100 productores de pel·lícules documentals independents més importants de l'àrea de no ficció (Realscreen's ‘Global 100’ 2013). Les seves produccions documentals han estat seleccionades per la competició internacional al Festival de Cinema de Sundance tres vegades amb Das Land der Erleuchteten, The Cleaners i GAZA. A més de la seva tasca de productor, Christian Beetz és editor de diversos llibres, professor de la Filmakademie Baden-Württemberg, consultor de mitjans de comunicació i ponent en festivals i congressos internacionals de cinema documental.

## Premis (selecció)
- GAZA. Nominat al "Millor documental internacional" Festival de Cinema de Sundance 2019. "Millor documental" al Festival Internacional de Cinema de Dublín.
- The Cleaners. Documental. Nominat al "Millor documental internacional" Festival de Cinema de Sundance 2018. Prix Europe 2018 Millor documental europeu, Millor festival internacional de cinema documental Moscou, Premi del públic Grimme del grup Marler 2019. Nominat a Emmy 2019 en la categoria "Notícies i documental anual".
- Make Love. Format de televisió 2012-2017. Temporada 1-2– MDR / SWR i temporada 3–5 ZDF. Nominat a la categoria d'entreteniment alemany TV Award 2017. Nominat al premi Grimme Online 2014 de la categoria "Coneixement i educació".
- Das Land der Erleuchteten. Documental. "Millor disseny d'imatges" al Festival de Cinema de Sundance, Premi Phoenix 2016 "Millor documental"; nominat al Premi Europeu de Cinema Documental EFA 2016
- Mali Blues. Documental, "Millor pel·lícula" a la Unerhört Filmfestival Hamburg 2016
- Tankstellen des Glücks. èrie de TV, nominada per l'Acadèmia alemanya de la Televisió en la categoria d'entreteniment 2016
- Falcianis swissleaks. scroll-doku. Premi de Cinema Econòmic Alemany 2015, Premi de Periodisme Franco-Alemany i Premi Ernst Schneider 2016; nominada al Premi Nannen i Grimme Online 2016
- Falciani und der Bankenskandal. Documental, nominat per l'Acadèmia Alemanya de Televisió 2015 i pel Premi de Cinema Econòmic 2015
- Gabriel García Márquez – Schreiben um zu leben. Documental, nominat als International Emmys 2016 a la categoria "Millor programació artística"
- 1989 – Poker am Todeszaun. Documental. Premi Italia Award 2015, Premis Ondas 2015, nominat al Premi Cinema per la Pau 2015
- Madiba – Das Vermächtnis des Nelson Mandela. Documental. Premi especial del jurat IDFA 2013, nominat al Premi Grimme 2015
- Open Heart. Pel·lícula documental. Nominació a l'Oscar 2013
- Wagnerwahn. Documental - Format documental Kulturakte D 2013, millor documental al Festival Internacional de Cinema de Mont-real de 2013, nominat a l'Emmy 2014.
- Lebt wohl, Genossen!. sèrie de televisió 2013, Grimme-Preis 2013
- Lebt wohl, Genossen! Interactive. Web Format D/F 2011. Nominat al Prix Europeu 2012 i al Golden Remi Award, Houston (Estats Units)
- Blood in the mobile / Blutige Handys. Documental de cinema 2010. Premi Cinema per la Pau i la Justícia 2011, Amnistia Filmpreis 2013
- Wochenendkrieger. Documental 2013. Pel·lícula més innovadora al Festival de TV de Sichuan (Xina)
- Wadans Welt – Von der Würde der Arbeit. Documental, 2010. Millor documental al DokFilmFestival de Múnic, premi del públic al Festival de Schwerin, Deutscher Kamerapreis 2011
- Die Näherinnen. Documental 2010. Gran premi documental al Festival de Cinema de Sarajevo.
- Herbstgold. Cinema Documental 2010. Premi HotDoc Filmmakers Award 2010, Premi San Francisco del Públic 2010, Premi IDFA Doc U 2010, Gran Premi del Jurat de Guangzhou Xina
- Der geheime Krieg in Laos. Documental 2008. Nominat a la “Millor pel·lícula política 2010” (Banff)
- Tabakmädchen. Documental 2009. Nominat al Premi Alemany de Curtmetratges 2011
- Die Sammlung Prinzhorn – Wahnsinnige Schönheit. 2007. Grimme-Preis 2008 i Grimme-Publikumspreis 2008
- Dancefloor Caballeros. D 2006. Millor documental musical 2007
- Die Akkordeonspielerin. D 2006. Premi al curtmetratge alemany 2007, categoria documental
- Die Flüsterer – eine Reise in die Welt der Dolmetscher. 2005, nominada al Premi dels Periodistesa franco-alemany 2006
- FC Barcelona – Das Jahr der Entscheidung. 2005. Prix Europa 2006, Grimme-Preis 2006
- Fremde Liebe / Schwestern der langen Nacht. 2005, nominat a Millor documental a França 2006 per SECAM